# Emily Tapp
Emily Tapp née le 10 juin 1991 à Sydney est une triathlète handisport australienne, double championne du monde de paratriathlon PTWC (2017, 2018).

## Palmarès triathlon
Le tableau présente les résultats les plus significatifs (podium) obtenus sur le circuit international de paratriathlon depuis 2015
| Année | Paratriathlon                               | Pays       | Position          | Temps           |
| ----- | ------------------------------------------- | ---------- | ----------------- | --------------- |
| 2019  | WTCS Montreal PTWC                          | Canada     | Médaille d'or     | 1 h 7 min 25 s  |
| 2018  | Championnats du monde de paratriathlon PTWC | Australie  | Médaille d'or     | 1 h 8 min 58 s  |
| 2018  | ITU Devonport PTWC                          | Australie  | Médaille d'or     | 1 h 25 min 40 s |
| 2017  | Championnats du monde de paratriathlon PTWC | Pays-Bas   | Médaille d'or     | 1 h 20 min 28 s |
| 2017  | Coupe du monde - étape de Magog PTWC        | Canada     | Médaille d'or     | 1 h 32 min 38 s |
| 2017  | WTCS Edmonton PTWC                          | Canada     | Médaille d'or     | 1 h 23 min 7 s  |
| 2017  | WTCS Gold Coast PTWC                        | Australie  | Médaille d'or     | 1 h 16 min 32 s |
| 2016  | ITU Penrith PTWC                            | Australie  | Médaille d'or     | 1 h 15 min 33 s |
| 2015  | ITU Sunshine Coast PTWC                     | Australie  | Médaille d'or     | 1 h 15 min 33 s |
| 2015  | ITU Yokohama PTWC                           | Japon      | Médaille d'or     | 1 h 24 min 16 s |
| 2015  | Championnats du monde de paratriathlon PTWC | États-Unis | Médaille d'argent | 1 h 19 min 45 s |